# Musica beat
La musica beat (dal verbo inglese to beat, battere) è un genere musicale della popular music nato negli anni sessanta in Inghilterra dal rock and roll (principalmente nello stile chitarristico alla Chuck Berry e nel midtempo di artisti come Buddy Holly) con influenze swing, blues, doo-wop e skiffle. Gli artisti della musica beat comprendono molte delle band poi responsabili della British Invasion, che vide nel 1964 l'esplosione della scena musicale inglese in tutto il mondo. Tale scena decretò molti modelli che poi vennero seguiti dalla musica pop e rock, incluso il classico formato della band composta da voce, chitarra, basso elettrico e batteria.
Col termine Merseybeat (o Mersey sound) ci si riferisce invece al genere proprio dei primi gruppi beat di Liverpool (dal nome del Mersey, il fiume che attraversa la città).

## Uso del termine
L'esatta origine dei termini "beat music" e "Merseybeat" è attualmente poco determinabile. Il termine "Beat" per la musica sembra avere solo marginalmente una connessione con il movimento letterario della Beat Generation degli anni '50; molto di più con le linee ritmiche che le band presero a modello dal rock and roll, rhythm and blues e soul music. Quando l'onda iniziale del rock and roll degli anni '50 iniziò a calare, la musica "Big beat", poi contratta in "Beat", divenne la alternativa dei concerti da ballo riferendosi ad artisti come Tommy Steele, Marty Wilde e Cliff Richard.
Il termine "Mersey Beat" invece fu coniato per una rivista musicale di Liverpool nel 1961 da Bill Harry. La band the Pacifics furono rinominati come The Merseybeats nel febbraio del 1962 da Bob Wooler del Cavern Club. Con la nascita dei Beatles nel 1963, i termini "Mersey sound" e "Merseybeat" vennero correntemente utilizzati per gruppi e cantanti di Liverpool, generando così il primo caso nella musica inglese in cui una sonorità e un luogo venivano accostati in un unico termine. Le scene equivalenti di Birmingham e Londra furono dette invece rispettivamente "suono di Brum beat" e "suono di Tottenham".

## Caratteristiche
La caratteristica più importante di questa musica fu la battuta forte attraverso l'utilizzo del tempo tipico dei precedenti rock and roll e rhythm and blues, battendo sulla seconda e sulla quarta ma spesso guidando l'enfasi verso tutte le battute del 4/4. Tale ritmo fu sviluppato nei club di Amburgo, in Germania, dove molti gruppi inglesi, compresi i Beatles, i Searchers ed altri suonarono ad inizio anni '60. Tale ritmo era lì conosciuto come "mach schau".
I complessi beat erano caratterizzati da una formazione dominata dalle chitarre elettriche, con armonie vocali e melodie orecchiabili. I ritmi veloci e cadenzati rivelano un'evidente derivazione da quelli usati nella musica soul e nel rhythm and blues, ma con linee melodiche in grado di addolcire certe asprezze del rock and roll e del blues. Le parti vocali possono ricordare il doo-wop, con i cori che ripetono sillabe senza senso, ma a differenza di quest'ultimo è meno comune l'utilizzo del falsetto.

## Storia

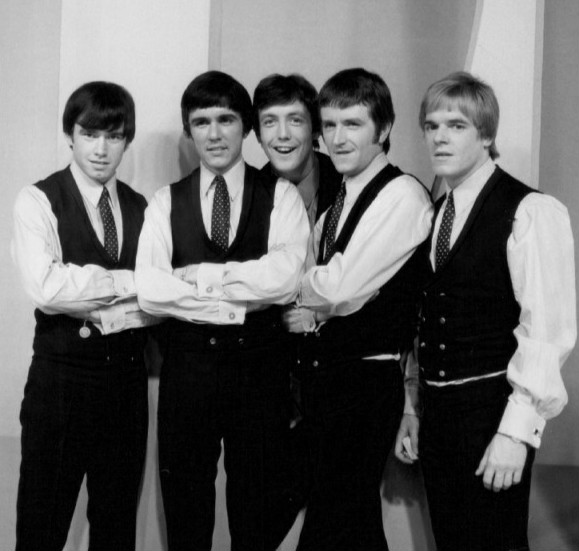
The Dave Clark Five durante la loro esibizione al The Ed Sullivan Show nel 1966

Nei tardi '50, dopo il declino della scena skiffle, iniziò ad emergere nei più grandi centri urbani come Liverpool, Manchester, Birmingham e Londra una fiorente scena culturale e musicale. Questo fenomeno fu particolarmente accentuato a Liverpool, dove si stimò che ci fossero circa 350 gruppi musicali attivi che si esibivano in balere, sale da concerto e club. La città era divenuta negli anni precedenti un perfetto punto di origine di nuove forme musicali, viste anche la solidarietà locale, il declino industriale, l'assenza di Stato sociale, unite alla presenza di una larga popolazione di origine irlandese, elementi tutti messi in relazione più volte dalla critica. Come città portuale poi era il miglior collegamento con l'America, punto di accesso sia di dischi che di strumenti che non potevano essere esportati per via delle restrizioni. È da questo collegamento che derivano le influenze americane dell'era come Buddy Holly and the Crickets (gruppo dal quale i Beatles derivarono il loro nome) mescolate alle precedenti esperienze del rock and roll britannico come ad esempio The Shadows.
Dopo il successo nazionale dei Beatles in Gran Bretagna dal 1962, molti musicisti di Liverpool come Gerry & The Pacemakers, the Searchers e Cilla Black furono in grado di seguirli nelle classifiche. Il primo esempio di band non della città, né prodotto da Brian Epstein, furono i Freddie and the Dreamers di Manchester come i Herman's Hermits e the Hollies.
Fuori da Liverpool, molte scene locali sono state influenzate in diversa misura dal rock and roll, dal rhythm and blues e più tardi direttamente dal blues. Tra queste sono da ricordare le band di Birmingham che venivano spesso raggruppate nel movimento beat, come the Spencer Davis Group e the Moody Blues. Band ugualmente influenzate dal blues che vennero fuori da scene locali furono i the Animals di Newcastle ed i Them di Belfast. Per quanto riguarda invece il suono di Tottenham, appellativo che veniva affibbiato ai gruppi londinesi, c'erano the Dave Clark Five, the Rolling Stones, the Kinks e the Yardbirds.
Dal 1967 la musica beat iniziò però ad essere superata, in particolare dal blues rock che stava cominciando ad emergere. La maggior parte dei gruppi che non si erano ancora sciolti si mosse, come i Beatles, verso diverse forme di musica rock più sperimentali e complesse, come per esempio il rock psichedelico e il rock progressivo.
Il beat ha avuto inoltre una grande influenza sul garage rock statunitense e sui movimenti folk rock ed è stato poi fonte di ispirazione per diversi sottogeneri della musica rock, tra cui il britpop degli anni novanta.
Influssi della musica beat si possono inoltre trovare nella subcultura mod, anch'essa molto popolare nel Regno Unito negli anni sessanta.

## Diffusione del beat

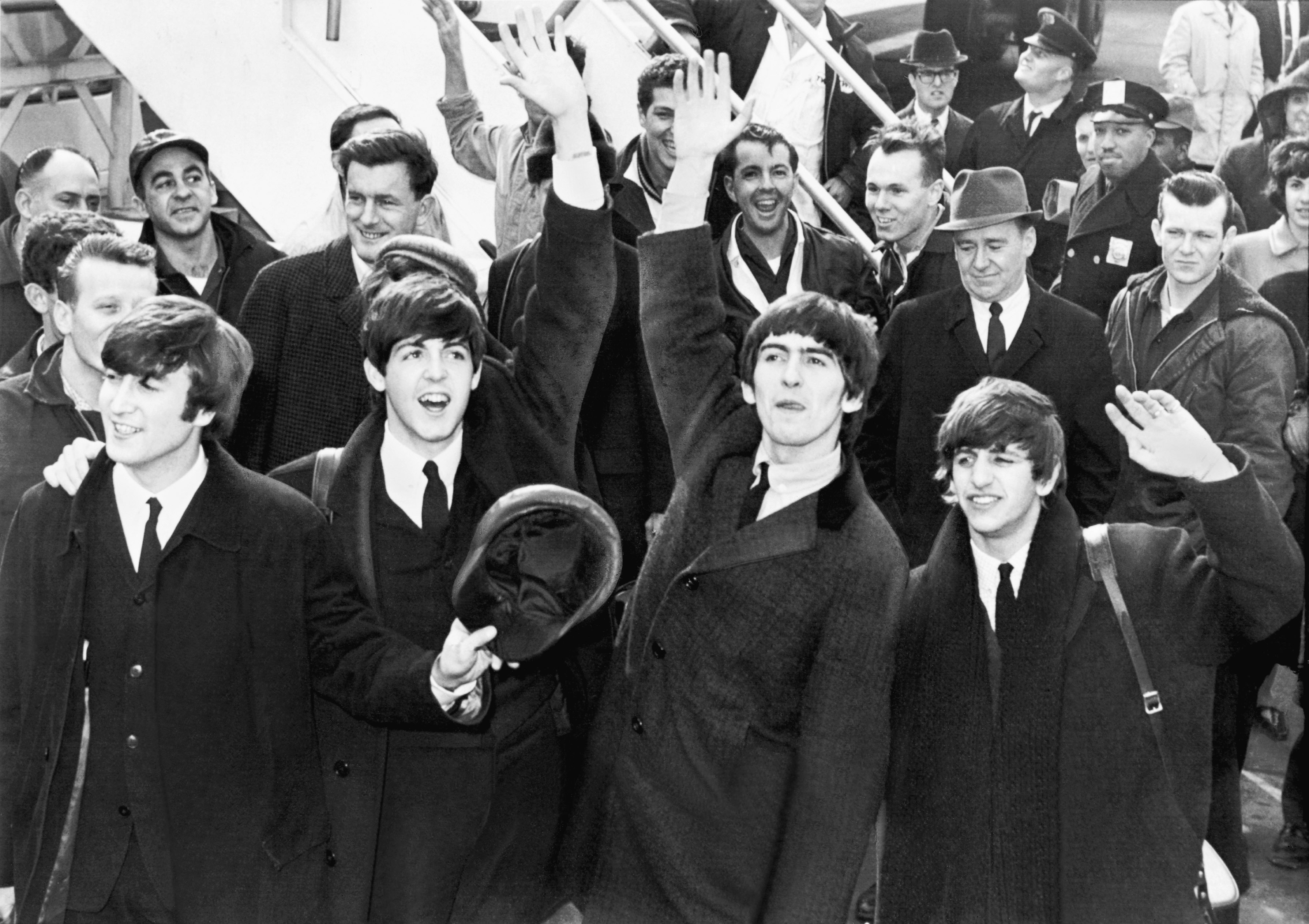
L'arrivo dei the Beatles negli USA a cui seguì la loro apparizione al The Ed Sullivan Show che demarcò l'inizio della British Invasion

### La British invasion
Il termine "British invasion" fu coniato dal giornalista televisivo Walter Cronkite per descrivere l'arrivo dei Beatles nel 1964 e la Beatlemania che ne scaturì. Da questo momento in poi molti furono i gruppi beat che scalarono le classifiche americane e tra questi the Animals, Petula Clark, the Dave Clark Five, the Rolling Stones, Donovan, Peter and Gordon, Manfred Mann, Freddie and the Dreamers, Wayne Fontana and the Mindbenders, Herman's Hermits e the Troggs.

### "Brit-It" invasion ed il beat in Italia
Se negli anni '60, anche grazie al boom economico in Italia si apriva un fiorente mercato discografico, in Inghilterra la grande presenza di band e musicisti rendeva il mercato saturo, spostando spesso la propria attenzione verso la Germania, dove vi era anche un consistente contingente militare americano. Fu in questo contesto che un gran numero di band d'oltremanica, spesso aiutate da discografici italiani in cerca di novità da proporre, venivano lanciate nel mercato nazionale come band di successo. Tra queste possiamo ricordare i Bad boys, Cyan Three, Motowns, The Primitives, Renegades, The Rokes, Sopworth Camel, Sorrows.

### Il beat nel resto del mondo
Gruppi beat importanti nel resto del mondo sono stati i Monkees negli Stati Uniti e gli Easybeats in Australia.

## Alcuni artisti

### Merseybeat

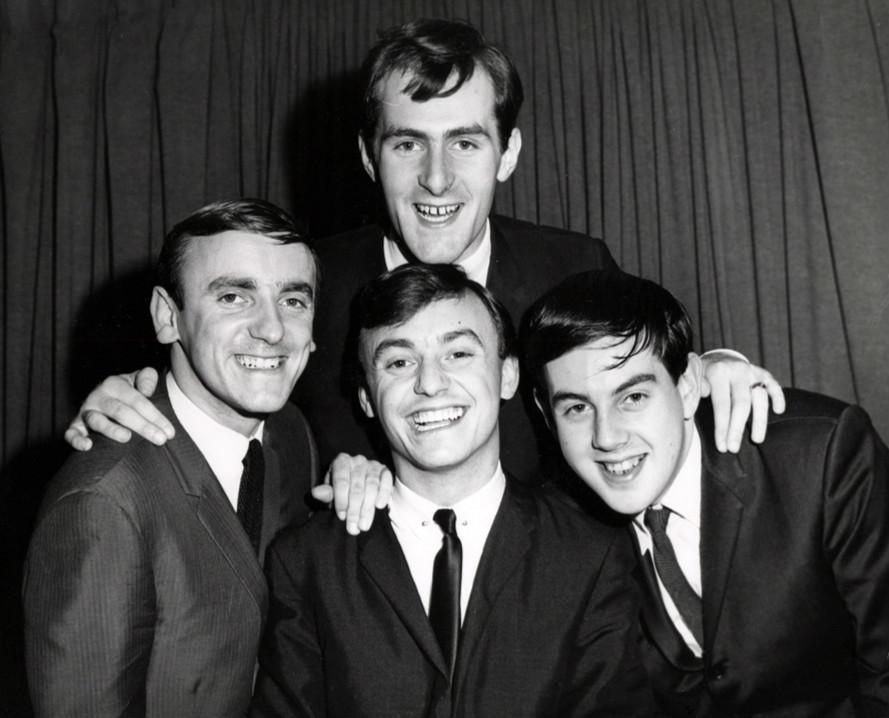
Gerry and the Pacemakers nel 1964

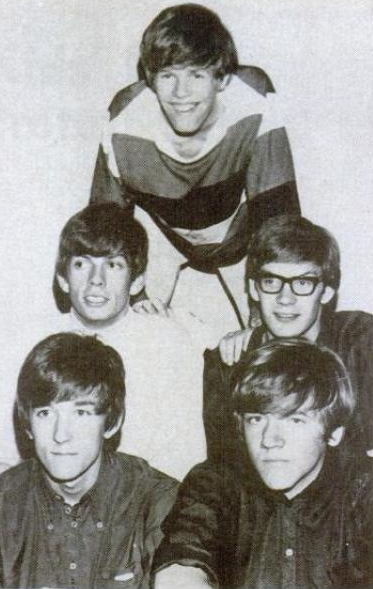
Herman's Hermits nel 1965

- The Beatles[25]
- The Big Three
- The Cryin' Shames
- Lee Curtis and the All-Stars[25]
- The Dakotas
- Derry and the Seniors
- The Escorts
- The Fourmost[25]
- Gerry and the Pacemakers
- Billy J. Kramer[25]
- The Liverbirds[25]
- The Merseybeats[25]
- The Mindbenders[25]
- The Mojos
- Rory Storm and the Hurricanes
- Kingsize Taylor and the Dominoes
- The Searchers[25]
- The Swinging Blue Jeans[25]
- The Undertakers[25]

### Altri gruppi beat inglesi
- The Animals
- The Applejacks
- Cliff Bennett and the Rebel Rousers
- The Dave Clark Five
- Dave Dee, Dozy, Beaky, Mick & Tich
- Freddie and the Dreamers
- Herman's Hermits[25]
- The Honeycombs
- The Hollies[25]
- The Kinks
- Lulu and The Luvvers
- Manfred Mann
- The Move
- Brian Poole and the Tremoloes
- The Pretty Things
- The Rolling Stones
- The Small Faces
- The Spencer Davis Group
- The Troggs
- The Who
- The Zombies

### Gruppi beat inglesi attivi in Italia

Mal nel film Terzo canale (1970)

- The Bachelors[24]
- Bad Boys[24]
- The Casuals[24]
- Cyan Three[24]
- Dave Anthony's Moods[24]
- Doc Thomas Group[24]
- The Motowns[24]
- The Primitives[24]
- The Renegades[24]
- The Rokes[24]
- The Sorrows[24]
- Thane Russall[24]

## Il revival beat degli anni ottanta
Molti gruppi musicali della cosiddetta New wave, nati tra la fine degli anni settanta e i primissimi anni ottanta, subirono in misura diversa l'influenza della musica beat.
Nell'ambito della scena inglese vanno ricordati i The Jam di Paul Weller, debitori non soltanto al movimento dei mod (o mods), ma anche di gruppi come The Beatles, The Kinks, The Who. Molto evidente il riferimento anche nei primissimi dischi di Joe Jackson, caratterizzati da un beat essenziale ed elettrico basato su linee veloci di basso e chitarra elettrica. Gli XTC, originari della cittadina inglese di Swindon, rivelano, fin dai primissimi album, uno stretto legame con la musica beat e psichedelica degli anni sessanta. Tale influsso, a metà fra sincera devozione e parodia, è ancor più evidente nell'esperienza parallela dei Dukes of Stratosphear, alla quale partecipano gli stessi componenti degli XTC.
Per quanto riguarda l'Italia, vanno segnalate influenze nell'ambito della scena musicale torinese degli anni ottanta. Nel 1983 nascono nel capoluogo subalpino gli Statuto, destinati a diventare il gruppo di punta del movimento mod nazionale. Sempre a Torino gravitano, nella prima metà del decennio, i Blind Alley. Il primo gruppo a riportare il beat in Italia sono Gli Avvoltoi di Bologna, ricercando i brani più oscuri del periodo dei '60 italiano e proponendo brani originali. 
Nel 1979 I Gatti di Vicolo Miracoli pubblicano Verona Beat, uno dei brani più noti della formazione cabarettistica, che omaggia la scena musicale veronese degli Anni ‘60, quando la città scaligera era soprannominata “la Liverpool italiana”.
Tra le case discografiche più attente alla rinascita del beat bisogna ricordare la Toast Records di Giulio Tedeschi, che ha pubblicato tra gli altri Gli Avvoltoi ed i Barbieri.